# Sporting Clube Olhanense
El Sporting Clube Olhanense es un club de fútbol portugués de la ciudad de Olhão. Fue fundado en 1910 y juega en la Liga Regional de Algarve, quinta división en el fútbol portugués.

## Palmarés

### Torneos nacionales
- Campeonato de Portugal (1922-1938): (1) 1923-24
- Liga de Honra (1): 2008/09
- Segunda Liga (1):: 2008–09
- II Divisão (3): 1935–36, 1940–41, 2003–04
- III Divisão (1): 1969–70
- AF Algarve First Division (16): 1921–22, 1923–24, 1924–25, 1925–26, 1926–27, 1930–31, 1932–33, 1938–39, 1939–40, 1940–41, 1941–42, 1942–43, 1943–44, 1944–45, 1945–46, 1946–47

## Entrenadores
Edgar Davids